# Odobenidae
Famille
Les odobénidés (Odobenidae) forment une famille de pinnipèdes. Celle-ci ne comporte qu'un seul genre encore vivant, Odobenus, lui-même ne comportant qu'une seule espèce actuelle : le morse, bien que cette dernière appellation puisse désigner chacun des membres de la famille.

## Taxinomie
La famille était vraisemblablement autrefois divisée en les 5 sous-familles suivantes : † Desmatophocinae, † Kamtschatarctinae, † Imagotariinae, † Dusignathinae et Odobeninae, mais l'appartenance de celles-ci à la famille des odobenidés reste incertaine face aux otariidés et phocidés.
La phylogénie de la famille serait la suivante :
```
o 
Odobenidae

├?─ † 
Oriensarctos

└──+──o † 
Desmatophocinae

   │  ├─ † 
Desmatophoca oregonensis
 Condon, 1906
   │  └──o † 
Allodesmus

   │     ├─ † 
A. kernensis

   │     └── † 
A. packardi

   └──o 
Odobeninae

      ├?─ † 
Kamtschatarctos sinelnikovae

      ├?─ † 
Pelagiarctos thomasi
 Barnes, 1987
      ├──+── † 
Proneotherium repenningi
 Barnes, in Kohno, Barnes & Hirota, 1995
      │  └──o † 
Prototaria
 Takeyama & Ozama, 1984
      │     ├─ † 
P. primigena
 Takeyama & Ozama, 1984
      │     └─ † 
P. planicephala
 Kohno, 1994
      └──+?─ † 
Neotherium mirum

         └──+── † 
Imagotaria downsi

            └──+──o 
Odobenini

               │  ├─ † 
Aivukus

               │  ├─ † 
Prorosmarus

               │  ├? † 
Pseudotaria muramotoi
 Kohno, 2006
               │  ├─ † 
Alachtherium

               │  ├─ † 
Trichecodon

               │  └──o 
Odobenus rosmarus

               │     ├─ 
O. r. rosmarus

               │     ├─ 
O. r. divergens

               │     └─ 
O. r. orientalis
 = 
O. r. laptevi

               └──o † 
Dusignathini

                  ├─ † 
Valenictus chulavistensis

                  ├─ † 
Pliopedia

                  ├─ † 
Dusignathus

                  ├─ † 
Pontolis magnus
 (True, 1905)
                  └─ † 
Gomphotaria pugnax
```

Il existe également le genre Ontocetus, initialement nommé Alachtherium.